# Todd Bentley
Todd Bentley (född 10 januari 1976) är en kanadensisk kristen predikant. Han var en av huvudfigurerna vid Lakelandväckelsen.

## Biografi
Bentley växte upp i Gibsons i British Columbia, Kanada. Hans föräldrar skildes tidigt. När han var i sena tonåren blev han utsatt för sexuella övergrepp och blev några år senare inlagd för drogavgiftning. Vid 18 års ålder kom han till tro och hans livsstil förändrades radikalt. Strax därpå började han evangelisera.
1998 tillfrågades Bentley av Fresh Fire Ministry Group om han ville dela sitt vittnesbörd vid ett av deras möten. Han blev senare ledare för gruppen, som allt mer blev en väckelserörelse och turnerade till bland annat Indien, Sydamerika och Afrika.

## Ledarskapet för Lakelandväckelsen
I april 2008 bjöd Stephen Strader, pastor i Ignited Church i Lakeland, Florida, in Bentley att predika under en vecka. Väckelse uppstod och upp till 10.000 personer kunde delta varje kväll. Mötena sändes på TV över hela världen. Bentley stannade kvar till augusti samma år. Anledningen till avhoppet var skilsmässa.

## Kritik
Bentley kritiserades för att använda våld vid mötena. Han försvarar det med att den helige ande säger att han ska göra sådana saker och att det leder till att mirakel skett.
Några svenska pastorer menar att Bentleys budskap inte varit helt kristet. Andra svenskar som varit på mötena är övertygade om att det var Gud som verkade.
Bentley kritiserades för sitt trassliga äktenskap innan skilsmässan, han hade då tre små barn. Senare visade det sig att han hade en utomäktenskaplig relation med sin tidigare barnflicka, som han sedan gifte sig med.